# Susanna Wallumrød
Susanna Karolina Wallumrød (née le 23 juin 1979 à Kongsberg, Norvège) est une chanteuse norvégienne.

## Carrière
Elle chante dans une formation qui porte le nom de Susanna and the Magical Orchestra. La chanson Believer, présente sur leur premier album, et leur reprise de Joy Division, Love will Tear Us Apart apparaissent dans deux épisodes de la troisième saison de Grey's Anatomy, et dans l'épisode 6 de la troisième saison de la série Skins.
Le groupe de rock allemand Fury in the Slaughterhouse utilise la reprise qu'elle a faite de It's a Long Way to the Top If You Wanna Rock'n Roll en intro, et la reprise précédemment citée de Joy Division en outro de leur tournée d'adieu, en 2008.
Susanna Wallumrød a coopéré avec la harpiste Giovanna Pessi, qu'elle a rencontrée à Oslo, à l'occasion de collaborations avec son frère. Susanna l'a invitée pour jouer sur son album intitulé Sonata Mix Dwarf Cosmos, sorti en 2008. Elle a collaboré à nouveau avec elle quelque temps plus tard.
Sur If Grief Could Wait, réalisé en collaboration avec Pessi, elle chante, en plus de compositions personnelles, des reprises de Henry Purcell, Leonard Cohen et Nick Drake.

## Famille

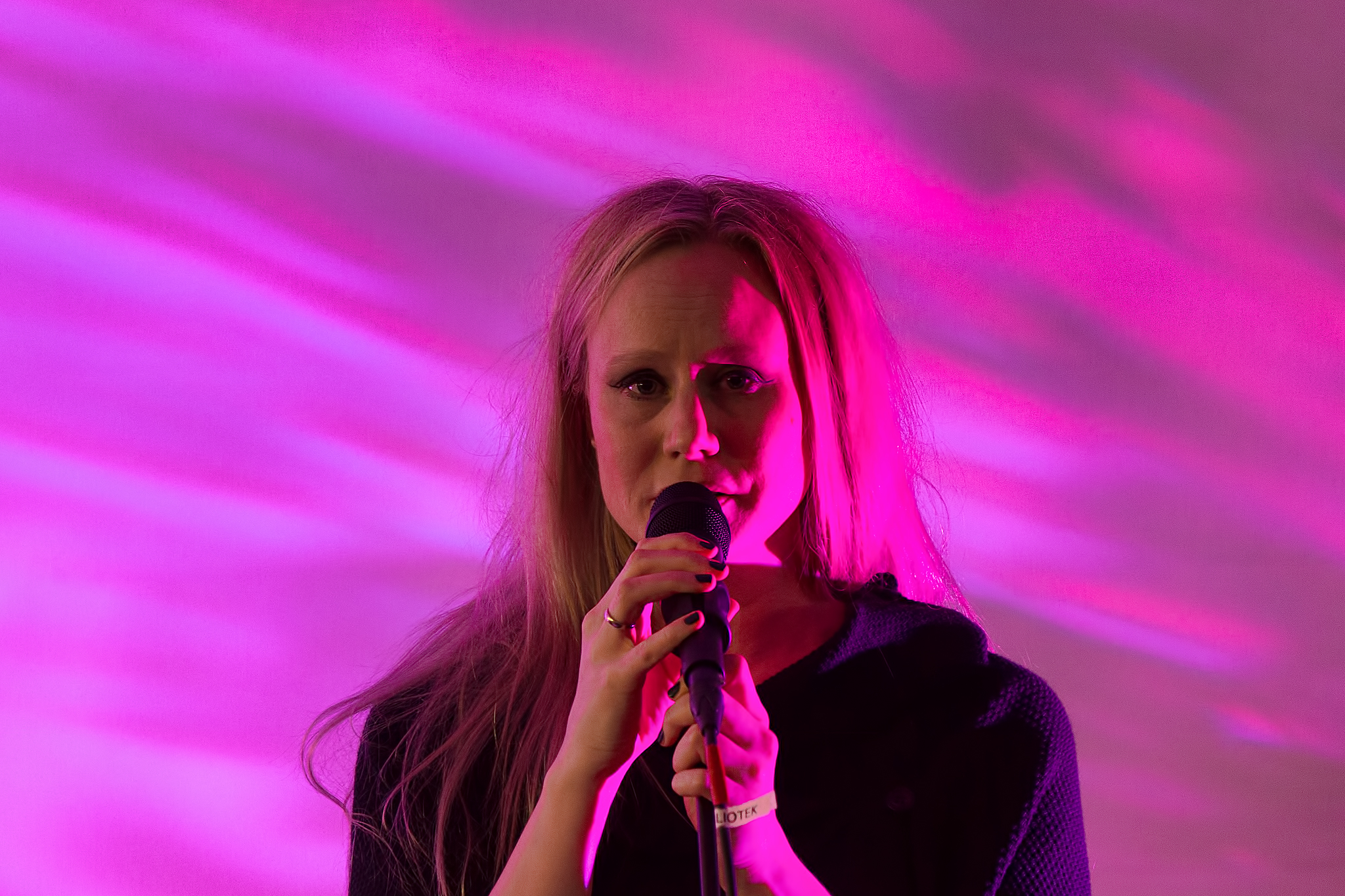
Susanna Wallumrød en 2017.

Elle est la sœur du batteur Fredrik Wallumrød (en) et du pianiste Christian Wallumrød ; elle est aussi la cousine de David Wallumrød (en). Elle est mariée à Helge Sten (en).

## Discographie
Magical Orchestra
- 2004 : List of Lights and Buoys (Rune Grammofon)
- 2006 : Melody Mountain (Rune Grammofon)
- 2009 : 3 (Rune Grammofon)

Susanna
- 2007 : Sonata Mix Dwarf Cosmos (Rune Grammofon)[4]
- 2008 : Flower of Evil (Rune Grammofon)
- 2012 : Wild Dog (Rune Grammofon)[5]
- 2013 : The Forester (SusannaSonata)
- 2016 : Triangle (SusannaSonata)
- 2018 : Go Dig My Grave (SusannaSonata)

Susanna Wallumrød
- 2011 : Jeg Vil Hjem Til Menneskene (Grappa Music), Susanna Wallumrød sings Gunvor Hofmo[6]

Avec Jenny Hval
- 2014 : Meshes of Voice (SusannaSonata)